# Eduardo de la Serna
Eduardo de la Serna (Buenos Aires, 12 de febrero de 1955) es un sacerdote católico argentino, director pastoral de la parroquia San Juan Bautista del decanato Quilmes Oeste II de la diócesis de Quilmes. Es miembro del «Grupo de Curas en Opción por los Pobres» de Argentina. Se lo considera una voz crítica frente al sector conservador de la Iglesia católica argentina, y defensor de las políticas del kirchnerismo.

## Vida y obra
Eduardo de la Serna nació en Buenos Aires en 1955 y es primo lejano del Che Guevara. Estuvo ligado desde la juventud con el sector de los sacerdotes de tercer mundo y conoció al padre Mugica; de la Serna fue ordenado sacerdote en 1981. Eduardo de la Serna tiene como referente a quien fuese su obispo, el desaparecido Jorge Novak, uno de los obispos argentinos que tuvo una actitud de denuncia contra la última dictadura militar en Argentina. Doctor en teología, de la Serna trabajó desde su ordenación para y por los sectores carecientes de la población. Es director pastoral de la parroquia San Juan Bautista del decanato Quilmes Oeste II de la diócesis de Quilmes.
Eduardo de la Serna mantiene una postura por demás crítica con el sector de la Iglesia comúnmente calificado como conservador y en especial con el obispo Héctor Aguer. En 2003 Eduardo de la Serna publicó una carta firmada por un gran número de sacerdotes criticando a monseñor Aguer por haber sido fiador personal de su amigo el banquero Francisco Trusso para que obtuviese la excarcelación por una causa de fraude. Eduardo de la Serna también acusa a Aguer de haber denunciado ante las autoridades militares al sacerdote Pablo Gazzarri desaparecido desde 1976.
Cuando se dio a conocer un video en el que se mostraba al ex-obispo de Santiago del Estero Juan Carlos Maccarone teniendo relaciones sexuales pagas con un hombre mayor de edad, Eduardo de la Serna fue una de las personas que apoyó al obispo al que calificó como uno de los mejores de la Argentina y que el video fue una trampa tendida por el entorno del exgobernador Carlos Juárez.
En cuanto a los casos de abuso sexual de menores por parte de sacerdotes católicos, de la Serna opinó:

Se debería tomar algún recaudo para prevenir los casos de abusos sexuales por parte de los curas, aunque un test psicológico escueto no te va a dar soluciones mágicas... Sería bueno que los curas no vivan solos, que puedan compartir. La soledad puede ser muy mala y dura. El hecho de que uno se mueva en ambientes solitarios y entre hombres puede favorecer a que "te salte más fácil la ficha"

Entre su obra literaria, de la Serna colaboró en el libro Bajar a los pobres de la cruz: cristología de la liberación, obra prologada por el exsacerdote Leonardo Boff y entre los colaboradores se encuentra el padre indio Tissa Balasuriya, quien estuvo excomulgado por un período por negar el dogma del pecado original.
En 2003 Eduardo de la Serna se solidarizó con el artista León Ferrari ante el pedido que la exposición de su obra fuese levantada por ser considerada ofensiva a la grey católica.
En 2007 de la Serna expresó su satisfacción por el fallo condenatorio del padre Christian Von Wernich y calificó de cínica a la declaración de la Conferencia del Episcopado de Argentina por llamar a la reconciliación de los argentinos.
Durante el Conflicto del campo Eduardo de la Serna participó en la concentración de la Plaza del Congreso del 15 de julio de 2008 en apoyo de la presidenta Cristina Fernández de Kirchner.
Eduardo de la Serna escribe periódicamente en los diarios Página 12, Tiempo Argentino, Contraeditorial y El cohete a la luna.
En una columna escrita en Tiempo Argentino a raíz del asesinato de Mariano Ferreyra, militante del Partido Obrero, de la Serna señaló: «estando el PO en el medio, lamento creer que el PO está celebrando, y que Ferreyra fue un peón del ajedrez que entregaron (como las tomas en la facultad de Sociales) mientras "juegan a la política, antes de tener su próxima tarjeta de American Express y ser gerentes de multinacionales"».

## Libros
- Teresita de Lisieux - una vocación misionera (1ª edición). Paulinas. 1983. ISBN 978-950-09-0423-0.
- Con los pies en el barro. Teología de la misión popular. Montevideo. 1993.
- Sectas - un desafío (1ª edición). San Pablo. 1996. ISBN 978-950-861-269-4.
- Los vicios capitales (1ª edición). Paulinas. 1997. ISBN 978-950-09-1172-6.
- Rostro y canto (1ª edición). Centro Salesiano de Estudios. 1999. ISBN 978-950-858-021-4. En coautoría
- Pablo sigue predicando (1ª edición). Trejo Ediciones. 2002. ISBN 978-987-98010-8-6.
- Padre Obispo Jorge Novak, amigo de los pobres, profeta de la esperanza. Guadalupe 2002
- Donde está el espíritu está la libertad (1ª edición). San Benito. 2003. ISBN 978-987-1007-75-2. En coautoría
- Hechos de los apóstoles (1ª edición). Claretiana. 2006. ISBN 978-950-512-494-7.
- Testigos… y servidores de la palabra, Lc 1,2 (1ª edición). San Benito. 2008. ISBN 978-987-1177-84-4. En coautoría
- Dios es imparcial? - una lectura clave de la carta a los Romanos (1ª edición). Guadalupe. 2010. ISBN 978-950-500-580-2.
- Diálogo entre la Biblia y Teresa de Lisieux (1ª edición). Docencia. 2012. ISBN 978-987-506-279-5.
- De Jesús a la gran Iglesia - el nacimiento del cristianismo (3ª edición). Agape Libros. 2017. ISBN 978-987-640-222-4.
- Estudios Paulinos. 30 años de encuentros con el Apóstol (Suplemento de la Revista Bíblica 6) |edición=1ª |año=2019 |editorial= PPC, Buenos Aires [se puede descargar gratuitamente en https://www.academia.edu/48951829/DE_LA_SERNA_Estudios_paulinos_2019_2_1_]
- Primera carta del apóstol san Pablo a los cristianos de Corinto. Comentario |edición=1ª año 2020 editorial Verbo Divino, ISBN 978-84-9073-547-3
- Filipenses y Filemón. Dos cartas paulinas de la cautividad Agape Libros año 2021, ISBN 978-987-640-625-3
- ¿Quién fue Pablo? Acceso a su persona y su figura, Buenos Aires Ágape Libros año 2023, ISBN 978-987-640-674-1

Además de numerosos artículos en publicaciones bíblicas y pastorales en libros colectivos y revistas académicas y populares de Argentina y el extranjero.